# Mauro Bergonzi
Mauro Bergonzi (Genua, 30 december 1971) is een Italiaans voormalig voetbalscheidsrechter. Hij was in dienst van FIFA en UEFA tussen 2009 en 2013. Ook leidde hij tussen 2002 en 2014 wedstrijden in de Serie A.
Op 7 december 2003 leidde Bergonzi zijn eerste wedstrijd in de Italiaanse nationale competitie. Tijdens het duel tussen Lecce en Parma (1–2 voor de bezoekers) trok de leidsman vijfmaal de gele en eenmaal de rode kaart. In Europees verband debuteerde hij tijdens een wedstrijd tussen Sturm Graz en Široki Brijeg in de voorronde van de UEFA Europa League; het eindigde in 2–1 en de Italiaanse leidsman gaf drie gele kaarten. Zijn eerste interland floot hij op 3 maart 2010, toen Malta met 1–2 verloor van Finland. Tijdens dit duel hield Bergonzi zijn kaarten op zak. Aan het einde van het seizoen 2013/14 stopte Bergonzi. Hierna werd hij baas van het scheidsrechtersgilde in Ligurië.

## Interlands
| Datum            | Plaats              | Wedstrijd          | Uitslag | Competitie        | Kreeg geel | Kreeg voor de tweede keer geel en dus rood | Weggestuurd |
| ---------------- | ------------------- | ------------------ | ------- | ----------------- | ---------- | ------------------------------------------ | ----------- |
| 3 maart 2010     | Attard, Malta       | Malta – Finland    | 1 – 2   | Vriendschappelijk | 0          | 0                                          | 0           |
| 29 mei 2012      | Nyon, Zwitserland   | Litouwen – Rusland | 0 – 0   | Vriendschappelijk | 1          | 0                                          | 0           |
| 14 november 2012 | Boekarest, Roemenië | Roemenië – België  | 2 – 1   | Vriendschappelijk | 0          | 0                                          | 0           |